# Convocazioni alla Grand Champions Cup femminile 2017
Elenco delle giocatrici convocate per la Grand Champions Cup 2017.

## Brasile
| N° | Nome                   | Ruolo | Data di nascita  | Squadra        |
| -- | ---------------------- | ----- | ---------------- | -------------- |
| -  | José Roberto Guimarães | All   | 31 luglio 1954   | Barueri        |
| 1  | Mara Leão              | C     | 21 luglio 1991   | Minas          |
| 3  | Naiane Rios            | P     | 29 novembre 1994 | Minas          |
| 4  | Ana Carolina da Silva  | C     | 8 aprile 1991    | Rio de Janeiro |
| 7  | Rosamaria Montibeller  | S/O   | 9 aprile 1994    | Minas          |
| 9  | Roberta Ratzke         | P     | 28 aprile 1990   | Rio de Janeiro |
| 10 | Gabriela Guimarães     | S     | 19 maggio 1984   | Rio de Janeiro |
| 11 | Tandara Caixeta        | S/O   | 30 ottobre 1988  | Osasco         |
| 12 | Natália Pereira        | S/O   | 4 aprile 1989    | Fenerbahçe     |
| 13 | Amanda Francisco       | S     | 16 agosto 1988   | Rio de Janeiro |
| 14 | Gabriella de Souza     | S     | 14 dicembre 1993 | Osasco         |
| 15 | Monique Pavão          | S/O   | 30 ottobre 1986  | Rio de Janeiro |
| 17 | Suelen Pinto           | L     | 4 ottobre 1987   | Bergamo        |
| 20 | Ana Beatriz Corrêa     | C     | 7 febbraio 1992  | Osasco         |
| 21 | Saraelen Lima          | C     | 16 aprile 1994   | Osasco         |

## Cina
| N° | Nome            | Ruolo | Data di nascita  | Squadra   |
| -- | --------------- | ----- | ---------------- | --------- |
| -  | An Jajie        | All   | -                | -         |
| 1  | Yuan Xinyue     | C     | 21 dicembre 1996 | Bayi      |
| 2  | Zhu Ting        | S     | 29 novembre 1994 | VakıfBank |
| 6  | Gong Xiangyu    | S/O   | 21 aprile 1997   | Jiangsu   |
| 7  | Diao Linyu      | P     | 7 aprile 1994    | Jiangsu   |
| 8  | Yao Di          | P     | 15 agosto 1992   | Tianjin   |
| 9  | Zhang Changning | S/O   | 6 novembre 1995  | Jiangsu   |
| 10 | Liu Xiaotong    | S     | 16 febbraio 1990 | Beijing   |
| 12 | Zheng Yixin     | C     | 6 maggio 1995    | Fujian    |
| 13 | Wang Chenyue    | C     | 22 agosto 1995   | Jiangsu   |
| 15 | Lin Li          | L     | 5 luglio 1992    | Fujian    |
| 16 | Ding Xia        | P     | 13 gennaio 1990  | Liaoning  |
| 18 | Wang Mengjie    | L     | 14 novembre 1995 | Shandong  |
| 20 | Yan Ni          | C     | 2 marzo 1987     | Liaoning  |
| 22 | Zeng Chunlei    | S/O   | 3 novembre 1989  | Beijing   |

## Corea del Sud
| N° | Nome             | Ruolo | Data di nascita  | Squadra           |
| -- | ---------------- | ----- | ---------------- | ----------------- |
| -  | Hong Sung-jin    | All   | -                | -                 |
| 1  | Lee Jae-eun      | P     | 11 marzo 1987    | KGC Ginseng       |
| 2  | Kim Yeong-yeon   | L     | 1º dicembre 1993 | Hyundai Hillstate |
| 3  | Jeong Si-young   | C     | 12 marzo 1993    | Pink Spiders      |
| 6  | Lee Go-eun       | P     | 9 gennaio 1995   | IBK Altos         |
| 7  | Lee Jae-yeong    | S     | 15 ottobre 1996  | Pink Spiders      |
| 8  | Na Hyun-jung     | L     | 10 marzo 1990    | GS Caltex Seoul   |
| 9  | Han Soo-ji       | C     | 1º febbraio 1989 | KGC Ginseng       |
| 11 | Kim Su-ji        | C     | 11 luglio 1987   | IBK Altos         |
| 12 | Yoo Seo-yeun     | S     | 12 gennaio 1999  | Gyeongbuk Hi-Pass |
| 15 | Kim Yu-ri        | C     | 11 novembre 1991 | GS Caltex Seoul   |
| 17 | Ha Hye-jin       | S/O   | 7 settembre 1996 | Gyeongbuk Hi-Pass |
| 18 | Hwang Mink-young | S/O   | 2 giugno 1990    | Hyundai Hillstate |
| 19 | Choi Sub-in      | S     | 2 aprile 1994    | KGC Ginseng       |
| 20 | Jeon Sae-yan     | S     | 27 novembre 1996 | Gyeongbuk Hi-Pass |

## Giappone
| N° | Nome             | Ruolo | Data di nascita   | Squadra           |
| -- | ---------------- | ----- | ----------------- | ----------------- |
| -  | Kumi Nakada      | All   | 3 settembre 1965  | -                 |
| 3  | Nana Iwasaka     | C     | 3 luglio 1990     | Hisamitsu Springs |
| 4  | Risa Shinnabe    | S     | 11 luglio 1990    | Hisamitsu Springs |
| 5  | Erika Araki      | C     | 3 agosto 1984     | Toyota Queenseis  |
| 7  | Yuki Ishii       | S     | 8 maggio 1991     | Hisamitsu Springs |
| 9  | Haruyo Shimamura | C     | 4 marzo 1992      | NEC Red Rockets   |
| 10 | Koyomi Tominaga  | P     | 1º maggio 1989    | Ageo Medics       |
| 11 | Yurie Nabeya     | S     | 15 dicembre 1993  | Denso Airybees    |
| 12 | Miya Satō        | P     | 7 marzo 1990      | Hitachi Rivale    |
| 13 | Mai Okumura      | C     | 31 ottobre 1990   | JT Marvelous      |
| 18 | Mami Uchiseto    | S     | 25 ottobre 1991   | Hitachi Rivale    |
| 19 | Mari Horikawa    | S     | 3 maggio 1992     | Toray Arrows      |
| 20 | Mako Kobata      | L     | 15 ottobre 1992   | JT Marvelous      |
| 21 | Kotoe Inoue      | L     | 15 febbraio 1990  | JT Marvelous      |
| 23 | Rika Nomoto      | S     | 21 settembre 1991 | Hisamitsu Springs |

## Russia
| N° | Nome                  | Ruolo | Data di nascita   | Squadra          |
| -- | --------------------- | ----- | ----------------- | ---------------- |
| -  | Vladimir Kuzjutkin    | All   | 20 febbraio 1947  | -                |
| 1  | Jana Ščerban'         | S     | 6 settembre 1989  | Dinamo Mosca     |
| 2  | Marija Frolova        | S     | 1º novembre 1986  | Enisej           |
| 3  | Irina Uralëva         | P     | 14 giugno 1990    | Dinamo Krasnodar |
| 4  | Svetlana Krjučkova    | L     | 21 febbraio 1985  | -                |
| 6  | Irina Zarjažko        | C     | 4 ottobre 1991    | Dinamo-Kazan     |
| 8  | Natalija Hončarova    | S     | 1º giugno 1989    | Dinamo Mosca     |
| 10 | Ekaterina Pankova     | P     | 2 febbraio 1990   | Dinamo Mosca     |
| 11 | Ekaterina Starodubova | L     | 19 ottobre 1984   | Dinamo Krasnodar |
| 14 | Irina Fetisova        | C     | 7 settembre 1994  | Dinamo Mosca     |
| 15 | Tat'jana Košeleva     | S     | 23 dicembre 1988  | Eczacıbaşı       |
| 16 | Irina Voronkova       | S     | 20 ottobre 1995   | Dinamo-Kazan     |
| 18 | Ksenija Il'čenko      | S     | 31 ottobre 1994   | Uraločka         |
| 19 | Ekaterina Makarčuk    | C     | 10 settembre 1994 | Uraločka         |
| 21 | Ekaterina Efimova     | C     | 3 luglio 1993     | Enisej           |

## Stati Uniti
| N° | Nome                 | Ruolo | Data di nascita  | Squadra            |
| -- | -------------------- | ----- | ---------------- | ------------------ |
| -  | Karch Kiraly         | All   | 3 novembre 1960  | -                  |
| 3  | Carli Lloyd          | P     | 6 agosto 1989    | Casalmaggiore      |
| 4  | Justine Wong-Orantes | L     | 6 ottobre 1995   | Nebraska           |
| 5  | Rachael Adams        | C     | 3 giugno 1990    | Eczacıbaşı         |
| 6  | TeTori Dixon         | C     | 4 agosto 1992    | -                  |
| 7  | Lauren Carlini       | P     | 28 febbraio 1995 | Wisconsin          |
| 8  | Lauren Gibbemeyer    | C     | 8 settembre 1988 | Casalmaggiore      |
| 9  | Madison Kingdon      | S     | 20 aprile 1993   | IBK Altos          |
| 10 | Jordan Larson        | S     | 16 ottobre 1986  | Eczacıbaşı         |
| 11 | Andrea Drews         | O     | 25 dicembre 1993 | Criollas de Caguas |
| 14 | Michelle Bartsch     | S     | 12 febbraio 1990 | Neruda             |
| 15 | Kimberly Hill        | S     | 30 novembre 1989 | VakıfBank          |
| 16 | Foluke Akinradewo    | C     | 5 ottobre 1987   | Volero Zurigo      |
| 17 | Megan Courtney       | S     | 27 ottobre 1993  | Çanakkale          |
| 29 | Aiyana Whitney       | O     | 6 aprile 1993    | MTV Stoccarda      |